# Noemi Zbären
Noemi Zbären (Langnau im Emmental, 12 marzo 1994) è un'ostacolista svizzera.

## Palmarès
| Anno | Manifestazione            | Sede       | Evento   | Risultato  | Prestazione | Note                                     |
| ---- | ------------------------- | ---------- | -------- | ---------- | ----------- | ---------------------------------------- |
| 2010 | Giochi olimpici giovanili | Singapore  | 100 m hs | Bronzo     | 13"50       |                                          |
| 2011 | Mondiali allievi          | Lilla      | 100 m hs | Argento    | 13"17       |                                          |
| 2012 | Mondiali juniores         | Barcellona | 100 m hs | Argento    | 13"42       |                                          |
| 2012 | Giochi olimpici           | Londra     | 100 m hs | Batteria   | 13"33       |                                          |
| 2013 | Europei indoor            | Göteborg   | 60 m hs  | Batteria   | 8"21        | Miglior prestazione personale            |
| 2013 | Europei juniores          | Rieti      | 100 m hs | Oro        | 13"17       |                                          |
| 2013 | Mondiali                  | Mosca      | 100 m hs | Batteria   | 13"59       |                                          |
| 2014 | Europei                   | Zurigo     | 100 m hs | Batteria   | 13"01       |                                          |
| 2015 | Europei indoor            | Praga      | 60 m hs  | Semifinale | 8"19        |                                          |
| 2015 | Europei under 23          | Tallinn    | 100 m hs | Oro        | 12"71       | Miglior prestazione personale            |
| 2015 | Europei under 23          | Tallinn    | 4×100 m  | Bronzo     | 44"24       | Miglior prestazione nazionale under 23   |
| 2015 | Mondiali                  | Pechino    | 100 m hs | 6ª         | 12"95       |                                          |
| 2019 | Giochi europei            | Minsk      | 100 m hs | 5ª         | 13"26       |                                          |
| 2021 | Europei indoor            | Toruń      | 60 m hs  | Semifinale | 8"15        |                                          |
| 2022 | Mondiali indoor           | Belgrado   | 60 m hs  | Semifinale | 8"01        |                                          |
| 2022 | Mondiali                  | Eugene     | 100 m hs | Semifinale | 12"94       | Miglior prestazione personale stagionale |
| 2022 | Europei                   | Monaco     | 100 m hs | Semifinale | 13"15       |                                          |

## Altre competizioni internazionali
2015
- Argento nella First League degli Europei a squadre ( Candia), 100 m hs - 13"09

2017
- Oro nella First League degli Europei a squadre ( Vaasa), 100 m hs - 13"28

## Riconoscimenti
- Atleta europea emergente dell'anno (2015)